# Tanjung (Sosa)
Tanjung is een bestuurslaag in het regentschap Padang Lawas van de provincie Noord-Sumatra, Indonesië. Tanjung telt 256 inwoners (volkstelling 2010).